# 여왕벌 (1986년 영화)
"여왕벌"은 1986년에 개봉한 대한민국의 영화이다.

## 캐스팅
- 이혜영
- 조용원
- 이주성
- 황석연
- 이진선
- 유은영
- 한송희
- 한태일
- 김지영